# 한정민

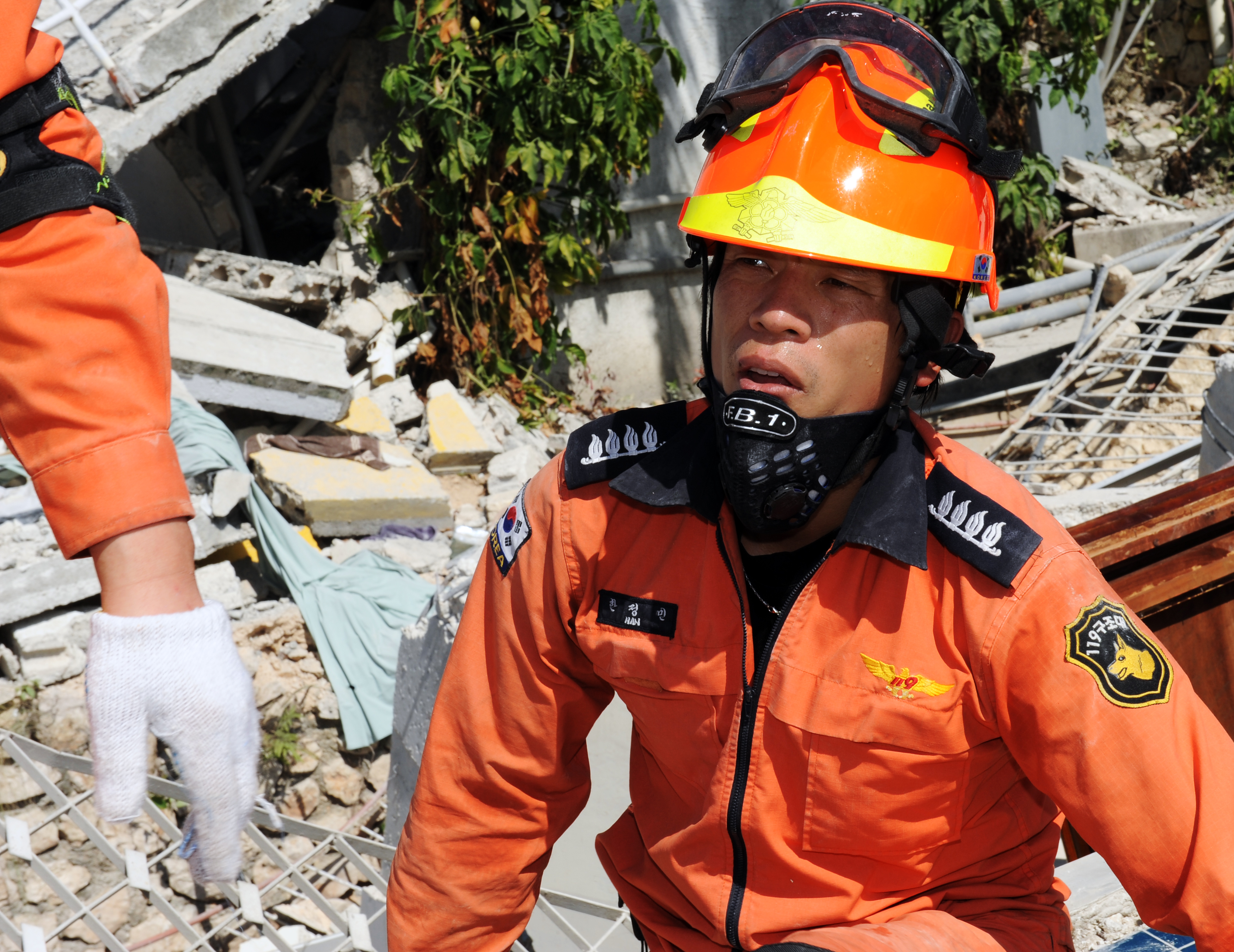
2010년 아이티 지진 구조 활동

한정민은 대한민국의 소방공무원, 수난구조 전문가이다.

## 생애
제주도 서귀포시 보목동에서 출생하여 서귀포중과 서귀포고를 졸업했다. 1992년 해군 특수전전단 부사관으로 입대하여 한주호 밑에서 해군 특수전 초급반(UDT/SEAL) 교육을 수료했다. 중사로 전역한 후 1998년 2월 서울특별시 소방공무원 수난구조 분야로 특별채용되었다. 서초소방서, 성동소방서, 중앙119구조본부에서 수난구조대원과 인명구조견 핸들러로 일하였으며 서울소방학교에서 지도관으로 근무하였다. 2011년 국내외 구조활동에 대한 공로로 근정포장을 수상했다.

## 활동
천안함 피격 사건와 세월호 사고 때 수색에 참여했고, 2006년에는 북대서양조약기구(NATO) 연합군과 함께 '재호흡기를 이용한 수색 및 인양훈련'에 참가하였다. 아이티, 필리핀, 이란, 중국 쓰촨성, 태국, 인도네시아, 일본 등 자연재해로 인해 대형 피해를 입은 국가에서 인명구조견 핸들러로 인명수색과 구조, 그리고 사체 수습 활동을 하였다.